# Ermita de ánimas
Las ermitas de ánimas son pequeños templos católicos presentes en toda la geografía española, aunque especialmente frecuentes en la región de La Alpujarra, en las provincias de Almería y Granada.

## Descripción
Las ermitas de ánimas son construcciones de reducido tamaño, algunas de ellas apenas llegan a los 2 m², que suelen ubicarse junto a caminos principales, a las entradas de los pueblos. A diferencia de otras construcciones religiosas católicas, estas ermitas suelen ser de propiedad privada, siendo un lugareño el propietario, quien además es el encargado del mantenimiento del lugar.
Es muy frecuente que las ermitas de ánimas contengan la imagen de la Virgen del Carmen, representada en muchas ocasiones por una simple lámina o una pequeña escultura sobre un altar, en la que se plasma consolando y rescatando a ánimas del Purgatorio, con ayuda de ángeles. Junto a la imagen suele situarse una fuente de luz permanente, sea a través de una llama o iluminación eléctrica. De esta manera, en las ermitas de ánimas no se venera a una figura religiosa prominente sino a las almas perdidas por las que se rezan oraciones por su salvación.
En su mayoría no están ideadas para su acceso público al interior, lo que se suple con una mirilla o ventana que permite la visión del contenido, además de posibilitar el depósito de pequeñas ofrendas en forma de velas, flores o donativos económicos, que subvencionan el mantenimiento de la estructura.

## Historia
Resulta difícil determinar el origen de muchas de estas capillas, pues muy pocas de ellas cuentan con actas oficiales que prueben su construcción. Por ejemplo, la presente en Laujar de Andarax, una de las pocas documentadas, se empezó a edificar en septiembre de 1895. La transmisión oral también sitúa la construcción de muchas ermitas de ánimas entre finales del siglo XIX y principios del XX.
Dado que las ermitas suelen ser de carácter privado, los propietarios tienden a utilizar los donativos recibidos en la demolición y reconstrucción de los templos, haciendo más laboriosa si cabe la tarea de investigar sus orígenes.

## Devoción
En las localidades donde se encuentran estas ermitas, el folklore popular ha ido creando oraciones y expresiones musicales que van variando en cada población, generando de esta manera un amplio abanico de muestras de devoción.

## Galería

### Ermitas en la provincia de Almería

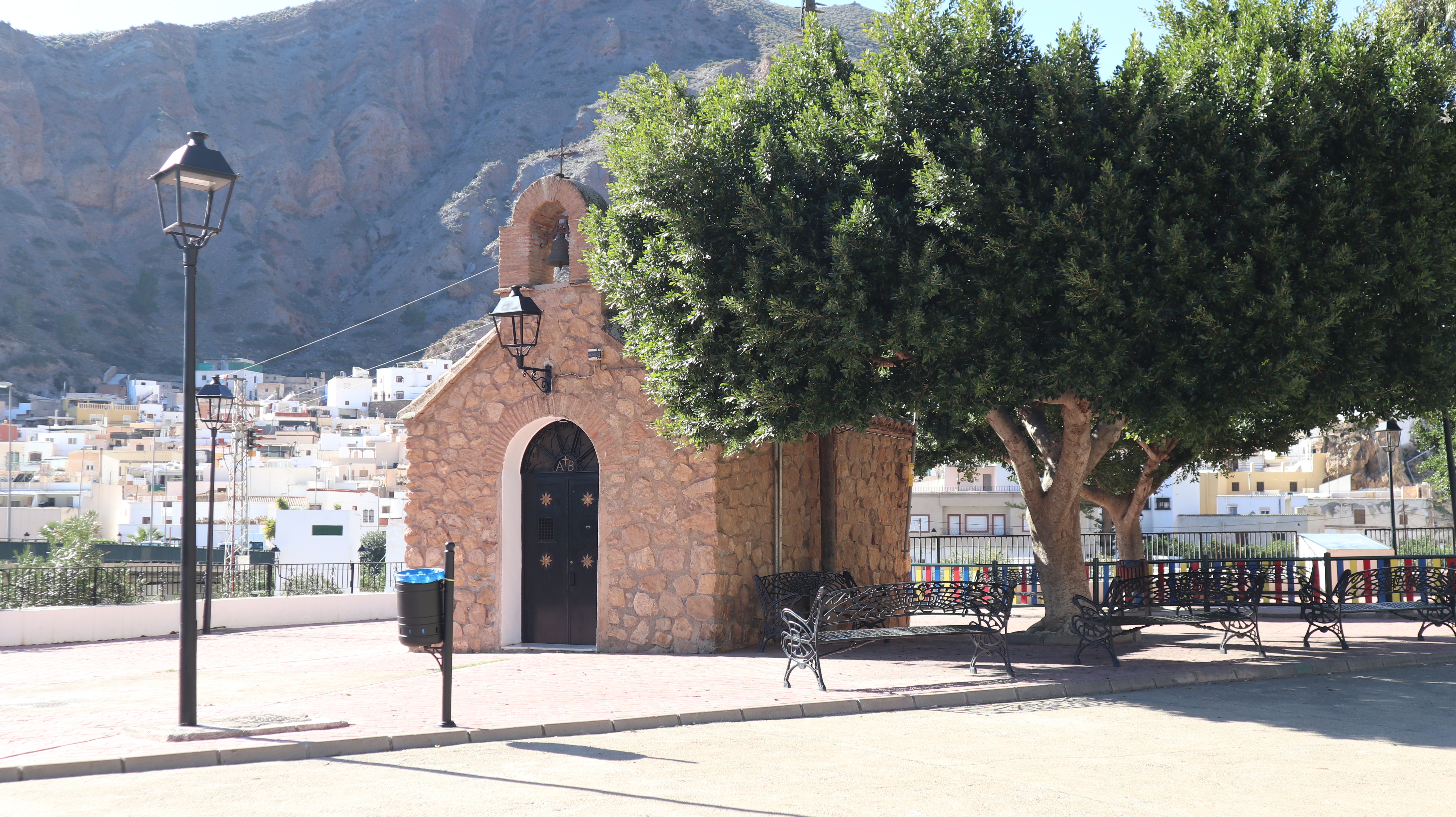
Alboloduy
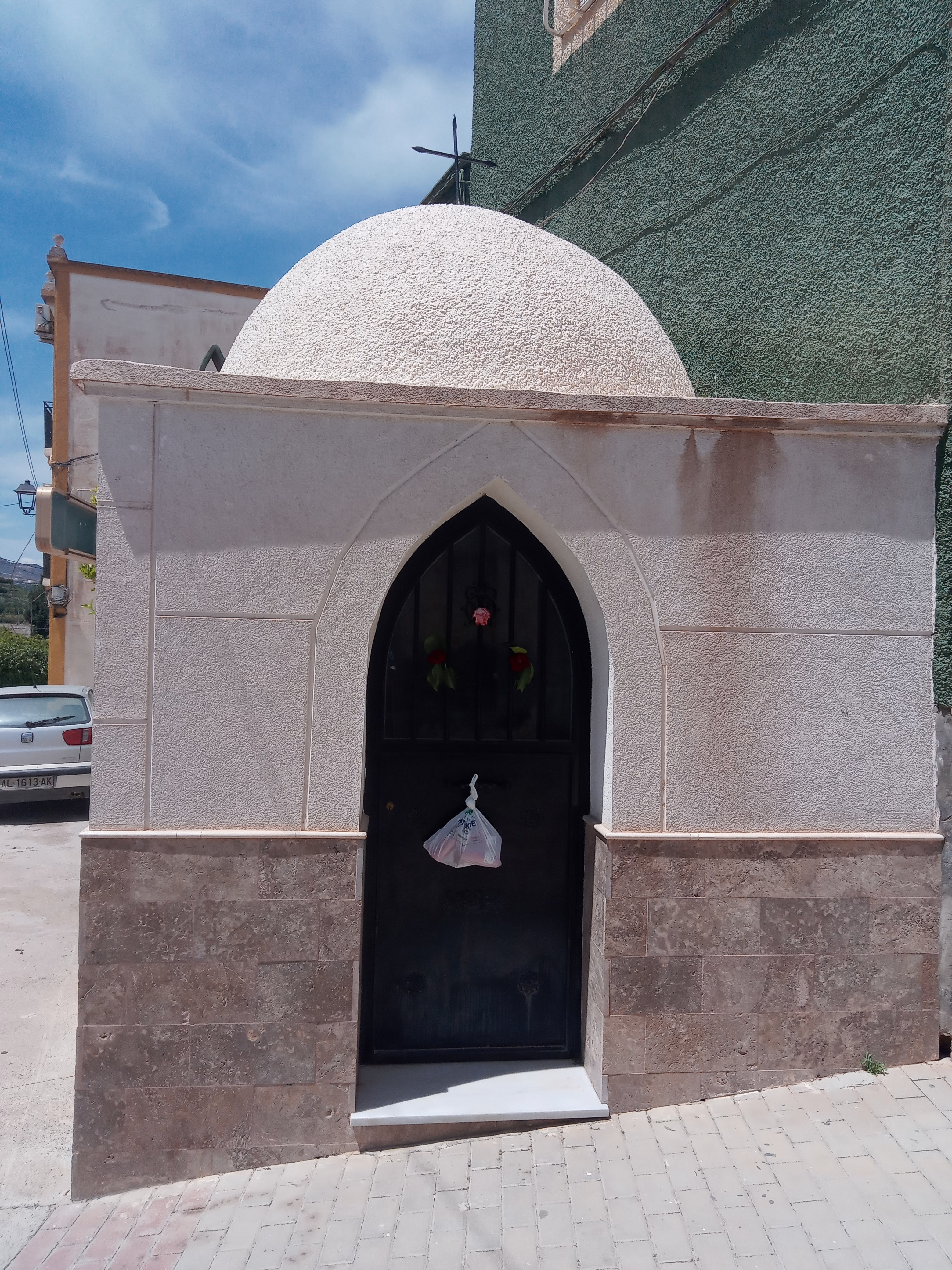
Terque
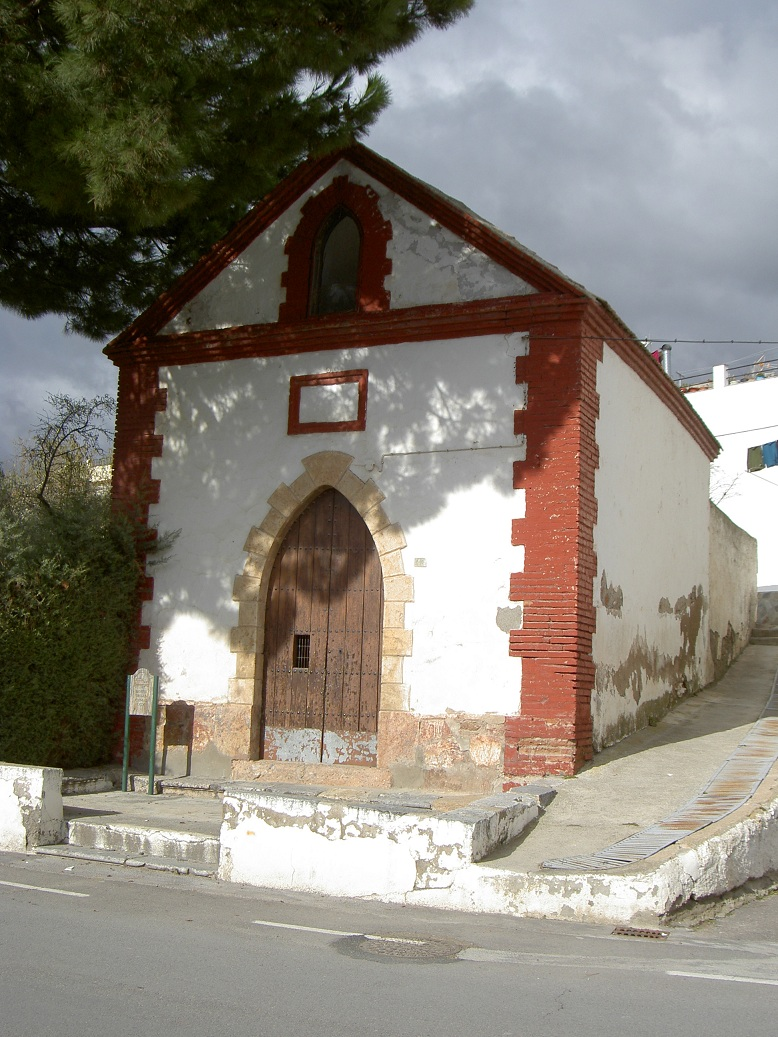
Laujar de Andarax
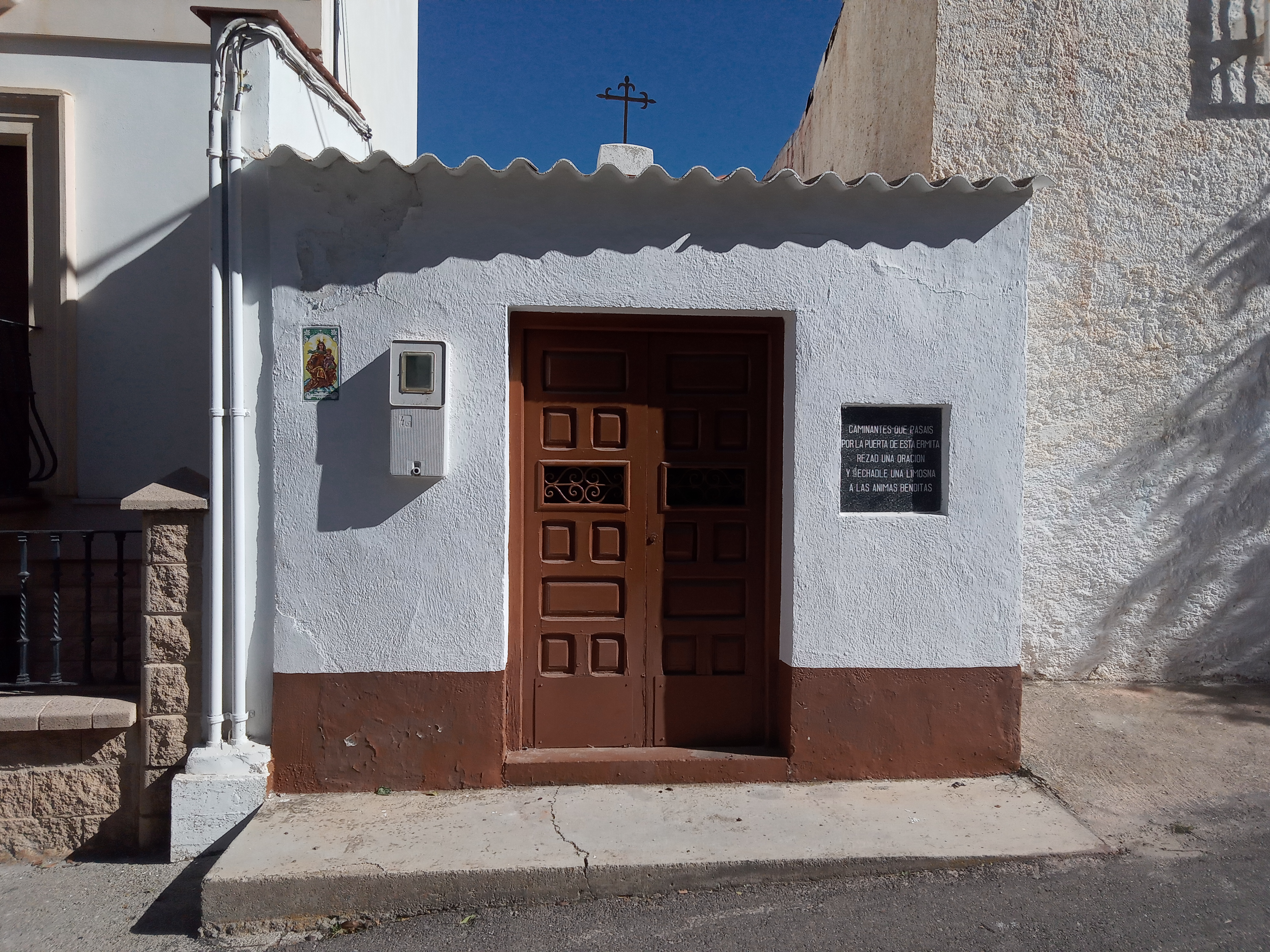
Paterna del Río
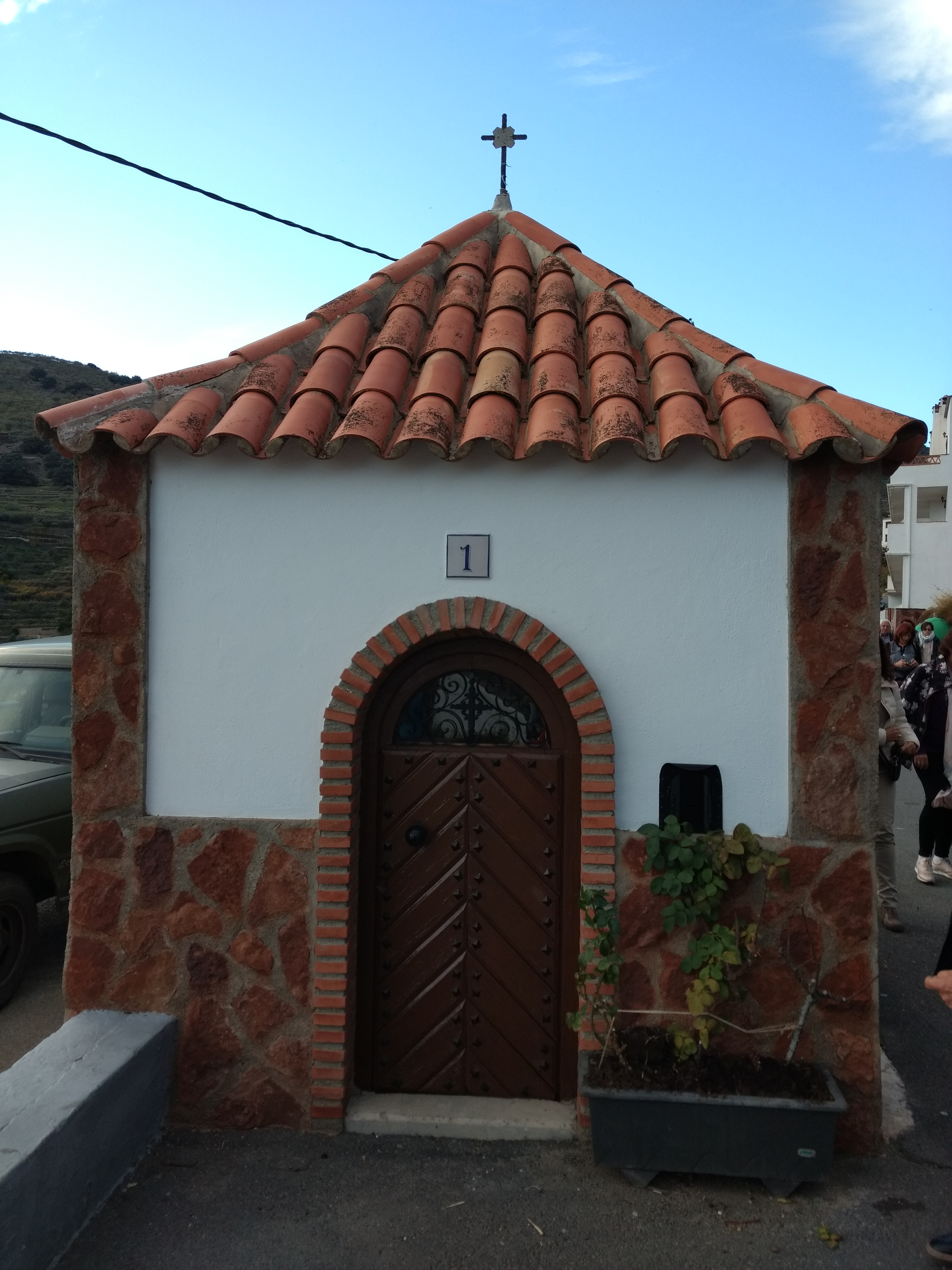
Ohanes
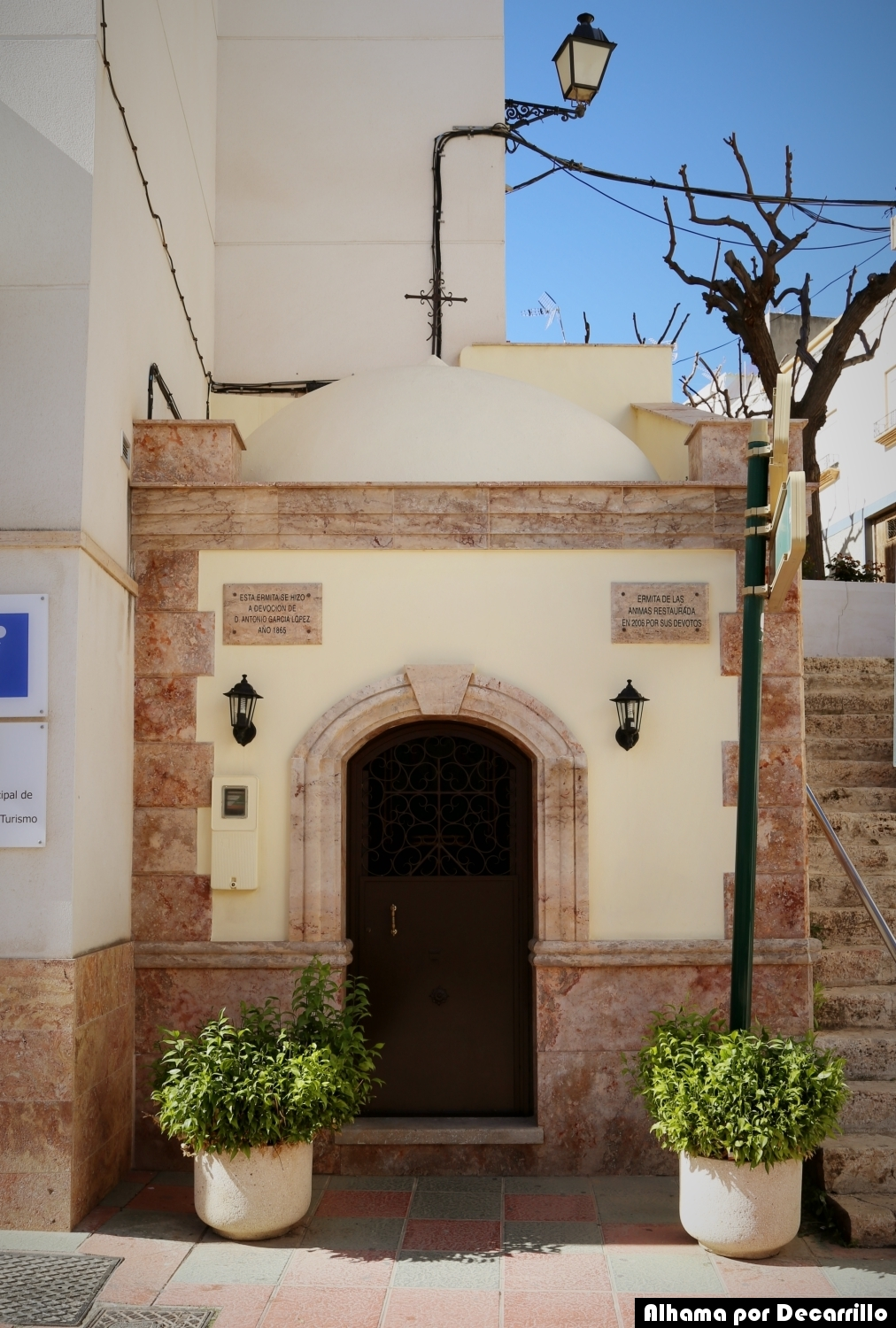
Alhama de Almería
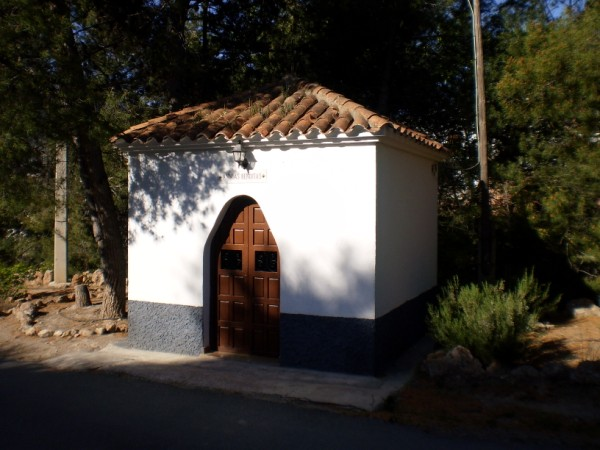
Benecid

- Abrucena
- Alicún
- Bayárcal
- Bentarique
- Gádor
- Pechina
- Rágol

### Ermitas en la provincia de Granada

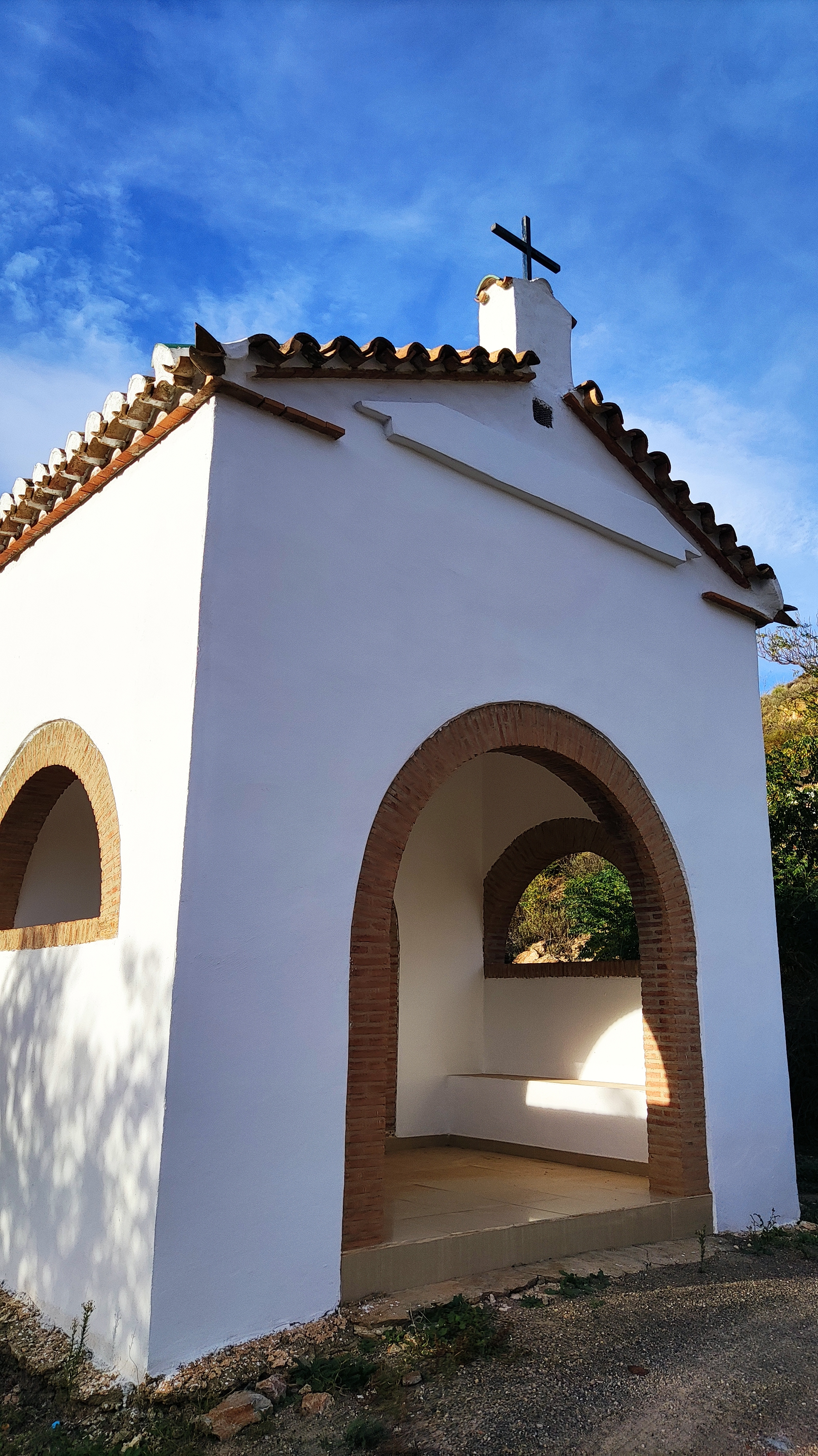
Turón

### Ermitas en la provincia de Burgos

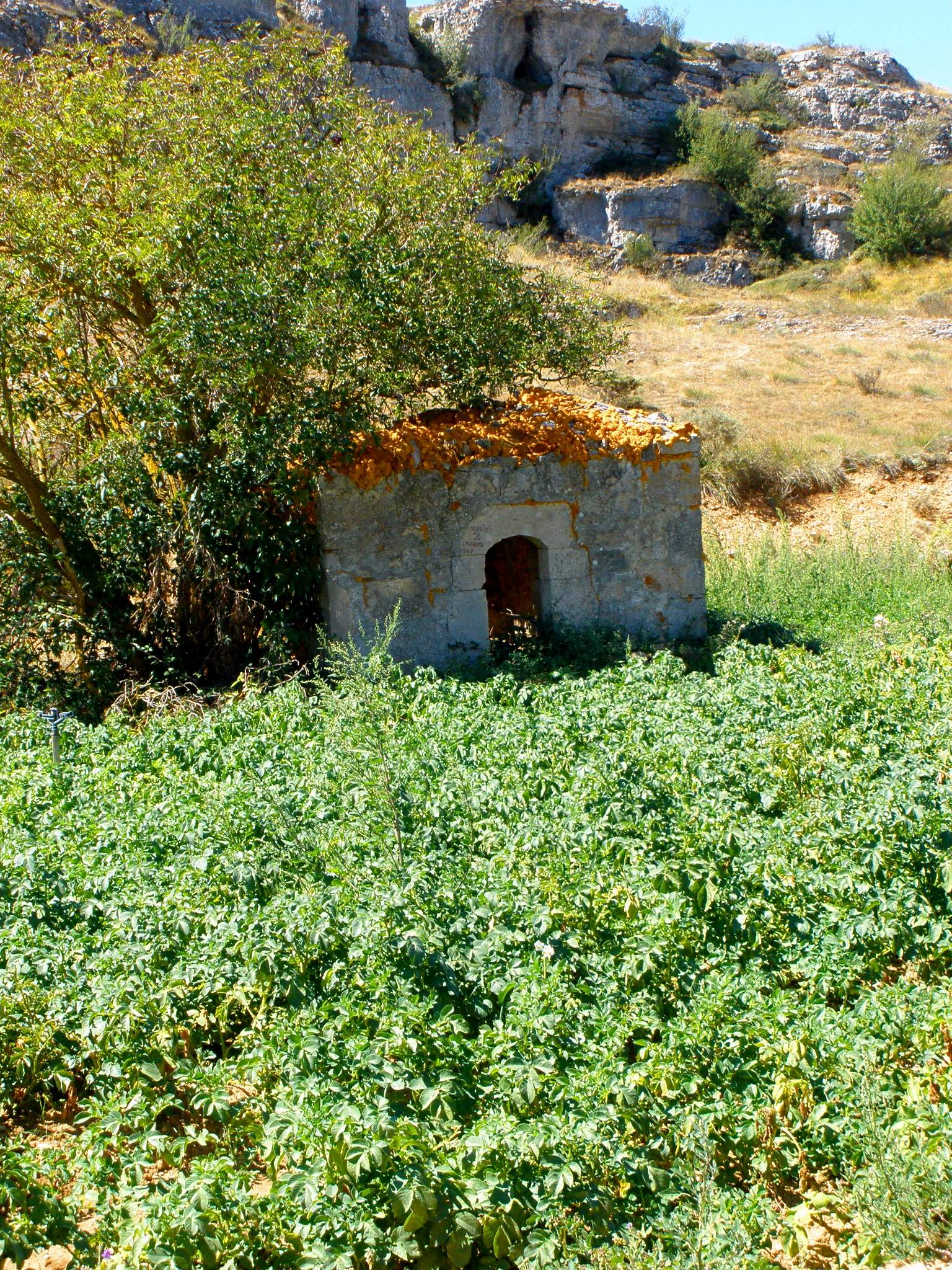
Basconcillos del Tozo